# Lucien Louet
Lucien Louet (Louveciennes, 18 de març de 1900 - Amboise, 5 de setembre de 1979) va ser un ciclista francès, que s'especialitzà en el ciclisme en pista.

## Palmarès
- 1926
  - 1r als Sis dies de Berlín (amb Pierre Sergent)